# Palau Ariani
El Palau Ariani, també conegut com a Palau Ariani Minotto Cicogna (en venecià, Palazzo Arian ), és un palau de Venècia, situat al sestiere de Dorsoduro, gairebé davant de l'església d'Angelo Raffaele i no gaire lluny de Sant Sebastià. El proper Ponte del Soccorso el connecta amb el Palazzo Zenobio.

## Història
Un edifici del segle XIII però amb una fonamentació antiga (hi ha evidències d'un Palazzo Ariani ja l'any 845), el Palau Ariani va ser la llar de la família Arian, adscrita al patriciat venecià, fins a la seva extinció al segle XVII (l'últim hereu va ser Giacomo Arian), quan va passar a la família Pasqualigo. Després de nombrosos canvis de propietat, l'estructura va acabar en mans de Lucia Cicogna, una monja que va convertir l'edifici de residència a universitat.
Des del 1870, el Palau Ariani va ser propietat primer del municipi de Venècia i després de la província; avui dia acull l'Institut Tècnic "Vendramin Corner".

## Arquitectura
El Palau Ariani és un edifici de tres plantes, un dels exemples més antics d'estil gòtic de la ciutat. La façana té una notable perforació a la planta principal, amb la presència d'una antiga i elegant finestra de sis llums i, a la seva dreta, dues finestres gòtiques monòfores .
També val la pena esmentar la presència d'un pati, en part tancat per l'edifici, en part tancat pel mur que clou l'extrem esquerre de la façana: des del pati comença una escala sostinguda per arcs apuntats, que condueix als pisos superiors.